# Orphée (film)
Pour les articles homonymes, voir Orphée (homonymie).
Série
Le Sang d'un poète
(1930) Le Testament d'Orphée
(1960)
Pour plus de détails, voir Fiche technique et Distribution.
Orphée est un film français réalisé par Jean Cocteau, sorti en 1950.
Inspiré du mythe antique d'Orphée, le film brode sur le thème de la relation du héros avec la mort. Le film se passe à une époque non déterminée, dans des décors contemporains neutres avec des séquences fantastiques.

## Synopsis
L'intrigue du film, bien que complexe, est sublime comme une tragédie grecque.
Orphée est un poète reconnu. Un jour, alors qu'il est au café des poètes de sa ville, il voit arriver un jeune poète saoul, Cégeste, accompagné d'une femme élégante. Ce dernier provoque une bagarre générale dans le café et, lors de cette altercation générale, il se fait renverser par deux motards qui prennent la fuite. La femme (qui est la Princesse) fait transporter le jeune poète dans sa voiture et ordonne à Orphée de l'accompagner.
Arrivé chez la Princesse, le jeune poète est mort. Son spectre se réveille et reconnaît la Princesse comme étant sa propre mort. Il la suit à travers un miroir, pour passer dans l'autre monde.
Orphée assiste à la scène et devient obsédé par la Mort, incarnée par le personnage de la Princesse. Il en tombe amoureux.
Il se réveille dans la campagne et le chauffeur de la Princesse, Heurtebise, le reconduit chez lui.
La femme d'Orphée, Eurydice, l'a attendu avec inquiétude. On apprend qu'Orphée et Eurydice sont un ménage exemplaire et que l'amour qui les unit fait l'objet de l'admiration de leur entourage. Mais le comportement d'Orphée se modifie complètement à la suite de sa rencontre avec la Mort.
Il passe ses journées dans la voiture d'Heurtebise, à écouter la radio : elle seule peut capter une fréquence inconnue, où sont diffusées des phrases poétiques qu'Orphée note et reprend à son compte. C'est en réalité le spectre du jeune poète mort qui diffuse ces messages pour maintenir Orphée à l'écart de sa femme.
Eurydice, qui est enceinte, est désespérée par le comportement d'Orphée. Elle passe le plus clair de son temps avec Heurtebise. Un jour, elle reçoit la visite de la Mort d'Orphée, qui la tue par jalousie. Heurtebise tente en vain de prévenir Orphée du grand risque couru par sa femme, mais Orphée ne l'écoute pas et reste dans la voiture à noter les phrases poétiques.
Lorsqu'il se rend compte qu'Eurydice est morte, Orphée est sous le choc. Heurtebise lui propose alors de le suivre dans l'autre monde, à travers le miroir, pour retrouver sa femme. Orphée accepte, après avoir dit qu'il souhaite retrouver sa femme, et la Mort.
Arrivé dans le monde souterrain, Orphée se retrouve au procès de la princesse : les autorités de l'autre monde lui reprochent d'avoir fait preuve d'initiative en tuant Eurydice. La Mort d'Orphée reconnaît être tombée amoureuse d'Orphée. Heurtebise quant à lui, avoue être tombé amoureux d'Eurydice.
Le verdict des juges tombe : Orphée et Eurydice peuvent retourner dans le monde des vivants, mais plus jamais Orphée ne pourra poser les yeux sur sa femme, sans quoi elle disparaîtra à tout jamais.
De retour dans le monde des vivants, la vie d'Orphée et d'Eurydice devient un enfer, tant il est difficile d'éviter de se regarder. Eurydice a compris qu'Orphée est tombé amoureux de sa mort, et souhaite le délivrer en le forçant à la regarder, mais elle n'y arrive pas.
C'est finalement par hasard, un jour où Eurydice vient rendre visite à Orphée dans la voiture d'Heurtebise, qu'Orphée la voit dans le rétroviseur : elle disparait instantanément. À ce moment-là, les amis du jeune poète décédé viennent attaquer la maison d'Orphée, car ils veulent savoir où a disparu leur jeune ami, après qu'on l'a vu monter en voiture avec la Princesse et Orphée.
Lors de l'altercation, Orphée reçoit une balle perdue et meurt.
À nouveau dans le monde souterrain, il retrouve la Princesse à qui il jure un amour éternel. Cette dernière décide de se sacrifier, afin de rendre Orphée immortel : Heurtebise remonte le temps avec Orphée et change le cours des événements. Orphée et Eurydice se retrouvent dans leur chambre, ayant oublié ce qu'ils ont vécu et s'aimant comme au premier jour.

## Fiche technique
- Titre : Orphée
- Réalisation : Jean Cocteau
- Scénario et dialogues : Jean Cocteau
- Photographie : Nicolas Hayer
- Cadreur : Noël Martin
- Décors : Jean d'Eaubonne
- Costumes : Marcel Escoffier
- Maquilleur : Alexandre Marcus
- Coiffeur : Jean Lalaurette
- Assistant réalisateur : Claude Pinoteau
- Son : Pierre-Louis Calvet
- Musique : Georges Auric
- Montage : Jacqueline Sadoul[2]
- Script : Claude Vériat
- Photographie de plateau : Roger Corbeau :
- Production : André Paulvé
- Directeur de production : Émile Darbon
- Régisseur : Jean-Marie Loutrel
- Sociétés de production : Les Films André Paulvé, Films du Palais Royal
- Société de distribution : DisCina
- Pays d'origine :  France
- Langue : français
- Format : Noir et blanc - 35 mm - 1,37:1 - Mono
- Genre : Drame
- Durée : 95 minutes
- Dates de sortie : France, Festival de Cannes, 1er mars 1950 ; sortie nationale, 29 septembre 1950

## Distribution
- Jean Marais : Orphée
- François Périer : Heurtebise
- Maria Casarès : la princesse
- Marie Déa : Eurydice
- Henri Crémieux : l'éditeur
- Juliette Gréco : Aglaonice
- Roger Blin : le poète
- Édouard Dermit : Cégeste
- André Carnège : un juge
- René Worms : un juge
- Jacques Varennes : un juge
- Pierre Bertin : le commissaire
- Jean-Pierre Melville: le réceptionniste de l'hôtel
- Jean-Pierre Mocky
- Claude Borelli
- Jacques Doniol-Valcroze : jeune homme dans le café

## Commentaires
Le film est directement inspiré du mythe d'Orphée, transposé dans le monde contemporain. Cocteau, qui explique avoir voulu « mêler des mythes et les entrecroiser » (Cahiers du cinéma), y développe une riche symbolique : « Les miroirs sont les portes par lesquelles entre la mort. Regardez-vous toute votre vie dans un miroir et vous verrez la mort travailler sur vous ».
« La mort d'un poète doit savoir se sacrifier pour le rendre immortel ».
Le mérite de ce film est d'avoir tenté de traduire en images le problème métaphysique posé par l'existence de l'homme sur terre en intégrant du réalisme dans l'irréel.
Le film est aussi une adaptation de la pièce de théâtre de Cocteau Orphée créée en 1926.
La Mort, personnage incarné par Maria Casarès, est accompagnée dans ses œuvres par deux motocyclistes, qui interviennent là où elle doit opérer. Ses ordres de mission lui sont transmis par des « messages personnels » du style de ceux utilisés sur Radio Londres pendant la guerre. Si elle garde son aura et son mystère dans le monde des vivants, elle n'est plus considérée dans l'au-delà que comme un agent de service, aux ordres de la bureaucratie céleste.
À l'origine, c'est Jean-Pierre Aumont qui devait interpréter le rôle d'Orphée et Jean Marais celui d'Heurtebise, mais leur morphologie et leurs emplois au cinéma étaient trop proches. Aumont n'étant plus libre, c'est Marais qui obtint le premier rôle et celui d'Heurtebise revint à François Périer (à la place de Gérard Philipe qui le refusa).
Le film est dédié à Christian Bérard comme le montre le dernier carton du générique au début du film.

## Effets spéciaux
Le film est riche de trucages et non d'effets spéciaux. Parmi les images les plus fortes : 
- Séquences tournées à l'envers pour l'enfilage des gants, ainsi que pour la levée des corps de Jacques Cégeste et d'Eurydice.
- Miroirs « liquides » (en fait, une cuve contenant du mercure avec une caméra tournée sur le côté filmant en gros plan les mains gantées qui pénètrent doucement dans le métal, et l'effet fonctionne à merveille[5]).
- Paysages en négatif photographique lors du passage vers la zone administrative des défunts.
- Transparences lorsque Orphée est conduit dans cette zone par l'ange Heurtebise (lui-même hors transparence). Permettant à celui-ci de marcher immobile contre un vent violent qui n'existe pas pour Orphée, elle permet également de repasser rigoureusement la scène à l'envers (avec cette fois-ci Heurtebise de dos).
- Plan tourné à la verticale d'un plateau au sol, lorsque Orphée et Heurtebise retournent pour la deuxième fois dans le monde des morts.
- Des miroirs qui se brisent à plusieurs reprises.
- Dans quelques séquences (notamment lorsque la princesse—la Mort—vient chercher Eurydice) où la caméra est censée se trouver face à un miroir, le spectateur peut se demander où celle-ci se cache ; en fait, le miroir n'en est pas un mais une scène réelle où des acteurs jouent à l'envers de ceux face à la vraie caméra; cela se remarque au moment où la princesse pousse les battants du miroir et baisse les bras : sa doublure est plus rapide que Maria Casarès (la princesse). Lorsqu'Orphée tend les mains gantées vers le miroir, les deux mains au premier plan sont celles d'une doublure.
- Jean Marais écrit[6] : « Cocteau fait construire certains décors de façon que les murs des maisons deviennent le sol et que le sol devienne mur : ainsi notre démarche sera difficile et prendra de la singularité. Ce jour-là, j'ai vu l'équipe technique douter, mais le lendemain, à la projection, hurler son enthousiasme. »

## Autour du film
- Le tournage s'est déroulé du 12 septembre au 16 novembre 1949[4], à Paris, à la porte des Lilas pour la scène d'ouverture du film dans un café baptisé pour la circonstance Café des Poètes, censé évoquer le Café de Flore du quartier Saint-Germain-des-Prés, place des Vosges lorsque Orphée cherche à rattraper la princesse qui apparaît et disparaît entre les arcades. Le tournage eut lieu aussi  dans la vallée de Chevreuse et en particulier dans les ruines du lycée militaire de Saint-Cyr-l'École, à l'époque École spéciale militaire occupée par l'État major allemand et bombardée pendant la Seconde Guerre mondiale. Dans ce camp, la prise de son était souvent parasitée par les sifflets de locomotives passant à proximité. Au montage, Cocteau ne gomma pas ce bruitage inopiné, mais au contraire le conserva comme un « écho naturel du monde moderne »[7].
- C'est sur un plateau de 1 500 m2 des studios de Pathé Cinémas de la rue Francœur dans le 18e arrondissement de Paris, que Cocteau fit construire une ruelle en pente, que dévalaient Jean Marais et François Périer[8].
- À noter, les apparitions des réalisateurs Jean-Pierre Melville en directeur de l'hôtel et Jean-Pierre Mocky en acolyte, assis à côté du chef de bande debout à la terrasse du bar.
- En 1960, soit dix ans plus tard, Jean Cocteau s'est livré à une nouvelle interprétation du mythe, dans le film Le Testament d'Orphée, où il ajoute des considérations sur l'interférence des médias et du monde de l'art.

## Récompenses et distinctions
- Prix du meilleur acteur français à Jean Marais aux Victoires du cinéma français en 1950
- Grand Prix international de la Critique (prix FIPRESCI) au festival de Venise en 1950
- Nomination au prix du meilleur film, lors des BAFTA Awards de 1951.
- Oscar de la traversée du nouveau Normandie[réf. nécessaire]
- Victoire du référendum du grand public des directeurs de salle à Cannes[9]